# 24.º Batallón Aéreo de Reemplazo
El 24º Batallón Aéreo de Reemplazo (24. Flieger-Ersatz-Abteilung) fue una unidad de la Luftwaffe de la Alemania nazi.

## Historia
Fue formado el 1 de octubre de 1936 en Detmold. El 1 de abril de 1937 es reasignado al 14.º Batallón Aéreo de Reemplazo. Reformado el 1 de abril de 1937 en Quakenbrück a partir del 34º Batallón Aéreo de Reemplazo. El 1 de noviembre de 1938 es redesignado 82º Batallón Aéreo de Reemplazo. Reformado el 1 de marzo de 1939 en Krems-Feuersbrunn. El 1 de abril de 1939 es reasignado al I Batallón de Instrucción del 24º Regimiento de Instrucción Aérea.

## Comandantes
- Coronel Theodor Trienal (1 de abril de 1937 – 1 de abril de 1938).
- Coronel Wolfgang Weese (1 de marzo de 1939 – 1 de abril de 1939).